# 소녀 18세
"소녀 18세"는 1993년에 개봉한 대한민국의 영화이며 이종식 음악감독의 딸 이윤정이 주제가를 불렀고 출연진 중의 한 명인 백일섭이 해당 영화로 스크린 복귀를 했다.
한편, 남기남 감독은 빠르게 높아지는 관객들의 눈높이와 갈수록 격차가 벌어져 해당 작품 등 영화 연출을 맡은 작품이 연속 실패했으며 1996년 개봉 예정이었으나 이런저런 사정 탓인지 1998년으로 바뀐 《천년환생》의 실패 뒤 한동안 영화 연출 활동을 잠정 중단했고 우여곡절 끝에 <너 없는 나>로 영화 연출 활동을 재개했지만  개봉이 되지 못하기도 했는데 그나마 1998년 남기남 감독이 연출한 영화 중  극장 개봉한 것은 《천년환생》이 유일했다.

## 캐스팅
- 백일섭
- 이의정
- 김동수
- 홍여진
- 안병경
- 이선민
- 박동룡
- 주상호
- 조학자
- 홍충길
- 장선
- 박용팔
- 김한수
- 석광열
- 장윤정
- 여의주
- 전병택
- 홍상석
- 배재일
- 금종택
- 이봉근
- 장동오
- 이의장